# Flavocrambus melaneurus
Flavocrambus melaneurus là một loài bướm đêm trong họ Crambidae.